# Kárász
Kárász è un comune dell'Ungheria di 397 abitanti (dati 2001) situato nella contea di Baranya, nella regione Transdanubio Meridionale.